# 异序乌桕
异序乌桕（学名：Sapium insigne）为大戟科乌桕属下的一个种。

## 扩展阅读
維基物種上的相關：异序乌桕